# シャングリ・ラ ホテル 東京
シャングリ・ラ ホテル 東京（シャングリ・ラ ホテルとうきょう、英称：Shangri-La Hotel, Tokyo）は、東京都千代田区丸の内にある高級ホテルである。運営はシャングリ・ラ・ホテルズ&リゾーツの日本法人（Shangri-La Hotels Japan株式会社）。

## 概要
シャングリ・ラ・ホテルズ&リゾーツの日本初進出のホテルとして、2009年3月2日にオープンした。東京駅に隣接する37階建ての複合ビル、丸の内トラストタワー本館の上部11フロアに位置する。
総客室数は200室（スイート16室）で、レストラン・バー3店舗、スパ、ヘルスクラブ、チャペル、宴会・会議施設などを備える。総支配人はイェンス・モスカー。

## 客室
丸の内トラストタワー本館の31階から37階に位置する全ての客室は最低でも50㎡の広さとなっており、最高級のプレジデンシャル スイートは269㎡の広さで、天井高が2フロア分ある。最上階の2フロア、計37室は、『ホライゾンクラブ』の客室とスイートとされ、専属コンシェルジュ、エクスプレス チェックイン・チェックアウトのほか、ホライゾンクラブ ラウンジでは、朝食やイブニングカクテルを無料で利用できるなどの特典がある。

## レストラン・バー

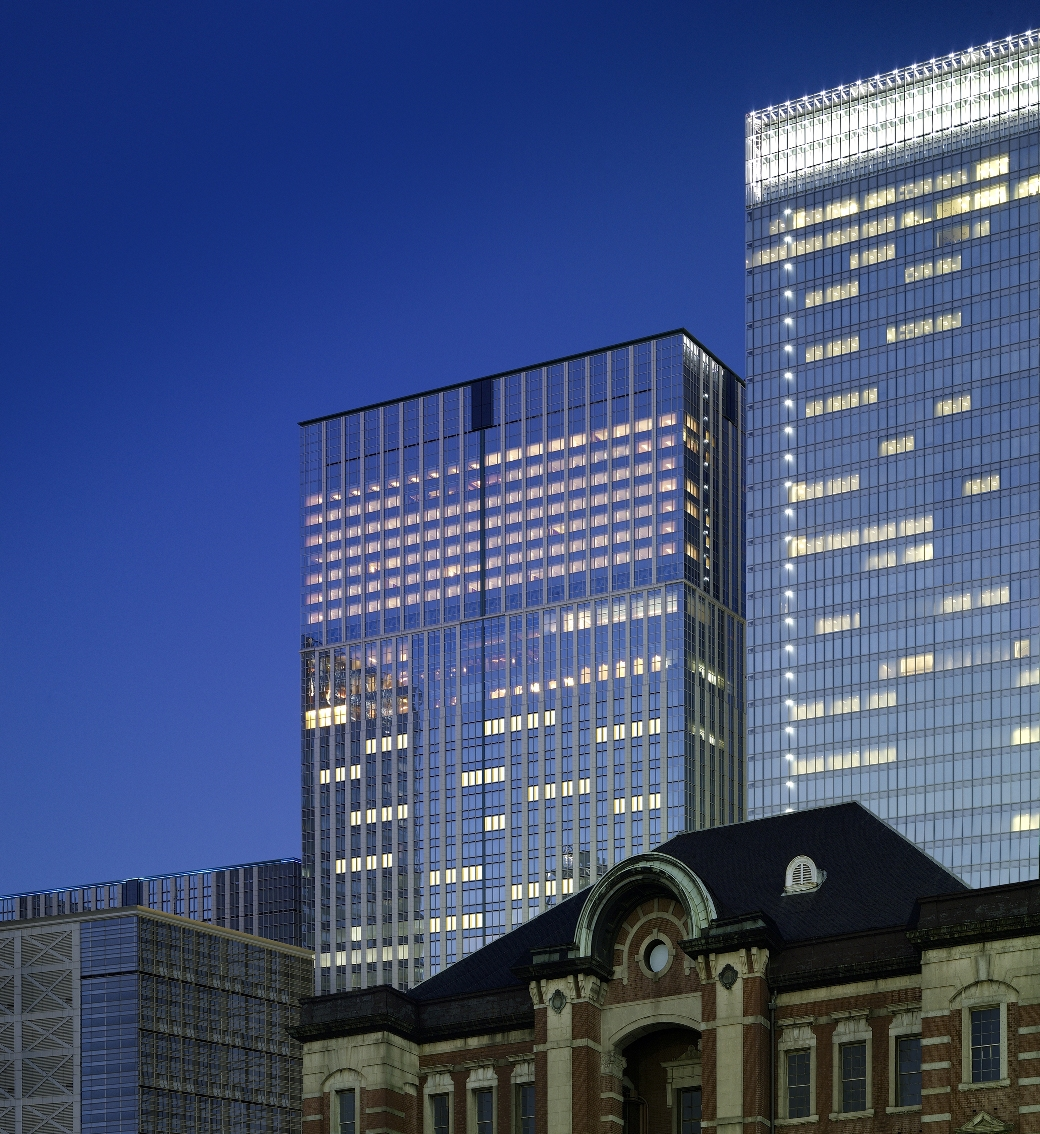
東京駅に隣接するホテル外観。シャングリ・ラ ホテル 東京は写真向かって左側の建物

飲食施設は、28階に位置するメインダイニングのイタリア料理「ピャチェーレ」とバーラウンジ「ザ・ロビーラウンジ」、29階の日本料理「なだ万」の3つ存在する。

### イタリア料理 「ピャチェーレ」
(28階 / 席数：110)
「ピャチェーレ」はイタリア語で「喜び」を意味する。ミシュラン星付きのレストランで腕を磨いたトスカーナ出身の若手シェフによる、北イタリアのオーセンティックな味にクリエイティブな感性を加えた料理を楽しめる。ワインは約400種類を取り揃え、天井高4.8メートルのワインセラーと、高価で希少なワインのみを保管しているプレミアムセラーの2箇所に収められている。2011年から2013年まで連続で、アメリカで最も著名なワイン専門誌、ワインスペクテイターによる優れたワインリストを持つレストランを評価する『ベスト オブ アワード オブ エクセレンス』に選ばれている。

### 日本料理 「なだ万」
(29階 / 席数：116)
他のシャングリ・ラホテルと同様に「なだ万」が出店している。懐石料理を提供するダイニングエリア、寿司カウンター、鉄板焼ルーム、および個室に分かれる。

### ザ・ロビーラウンジ
(28階 / 席数：104)
ロビー横に位置している。東京の上空からの景色を眺めながら、飲み物や軽食を楽しむことができる。軽食ではマレーシア人シェフによるビーフレンダンやチキンサテーなど、都内では珍しくマレーシア料理を中心とした「アジアンスペシャリティー」がメインとなっている。ホテルのアフタヌーンティーは、会員制の『アフタヌーンティークラブ』を運営し、誰でも無料で会員登録ができる。

## スパ
シャングリ・ラ・ホテルズ&リゾーツ直営オリジナルブランドのCHI「氣」スパも日本初進出となった。29階に位置する。トリートメントルームは6室で、全室シャワー完備。
トリートメントのコンセプトは、中国の伝統的な癒しの哲学と儀式に基づき開発され、中国哲学の5つのエレメント「木、火、土、金、水」に基づいている。トリートメントは約30種類。フェイシャル、ボディワーク、ボディセラピー、ボディラップ等のほか、様々なトリートメントを組み合わせたトータルパッケージ「CHIジャーニー」など、幅広いメニューを提供しており、東京のみで体験できるオリジナルのトリートメントも存在する。また、英国のオーガニック スキンケア ブランド「ila（イラ）」を用いたフェイシャルを中心とした各種トリートメントは、海外のCHI「氣」スパよりいち早く東京にて導入された。

## アクセス
- 東京駅八重洲口から徒歩1分（新幹線八重洲口北口）
- 丸ノ内線から徒歩2分
- 東西線（大手町駅）から徒歩2分

新幹線や成田エクスプレスで行く場合、ホテルスタッフが東京駅のホームまで迎えに上がる『ミート＆グリート サービス』を利用できる。羽田空港や成田空港へのホテル専用リムジンでの送迎も行っている（有料）。
また、グラントウキョウ(ノースタワーとサウスタワー)や鉄鋼ビルディング、サピアタワーや東京駅のバス乗り場（東京駅高速バスターミナルと鉄鋼ビルのりば）にも隣接している。

## テレビ番組
- 日経スペシャル ガイアの夜明け 不況の荒波に上陸～外資系高級ホテルVS日本勢～（2009年3月31日、テレビ東京）[1]。- オープンの滑り出しを取材。